# Дылги-Припек
Дылги-Припек (болг. Дълги припек) — село в Болгарии. Находится в Великотырновской области, входит в общину Златарица. Население составляет 61 человек.

## Политическая ситуация
Дылги-Припек подчиняется непосредственно общине и не имеет своего кмета.
Кмет (мэр) общины Златарица — Пенчо Василев Чанев (коалиция в составе 3 партий: Национальное движение «Симеон Второй» (НДСВ), ВМРО — Болгарское национальное движение, Союз демократических сил (СДС)) по результатам выборов.